# Williams Island (ö i Australien, South Australia)
Williams Island är en ö i Australien. Den ligger i delstaten South Australia, omkring 240 kilometer väster om delstatshuvudstaden Adelaide. Arean är 2,0 kvadratkilometer. Den sträcker sig 2,0 kilometer i nord-sydlig riktning, och 1,7 kilometer i öst-västlig riktning.
Genomsnittlig årsnederbörd är 792 millimeter. Den regnigaste månaden är juni, med i genomsnitt 145 mm nederbörd, och den torraste är januari, med 23 mm nederbörd.